# Feliciano Iannella

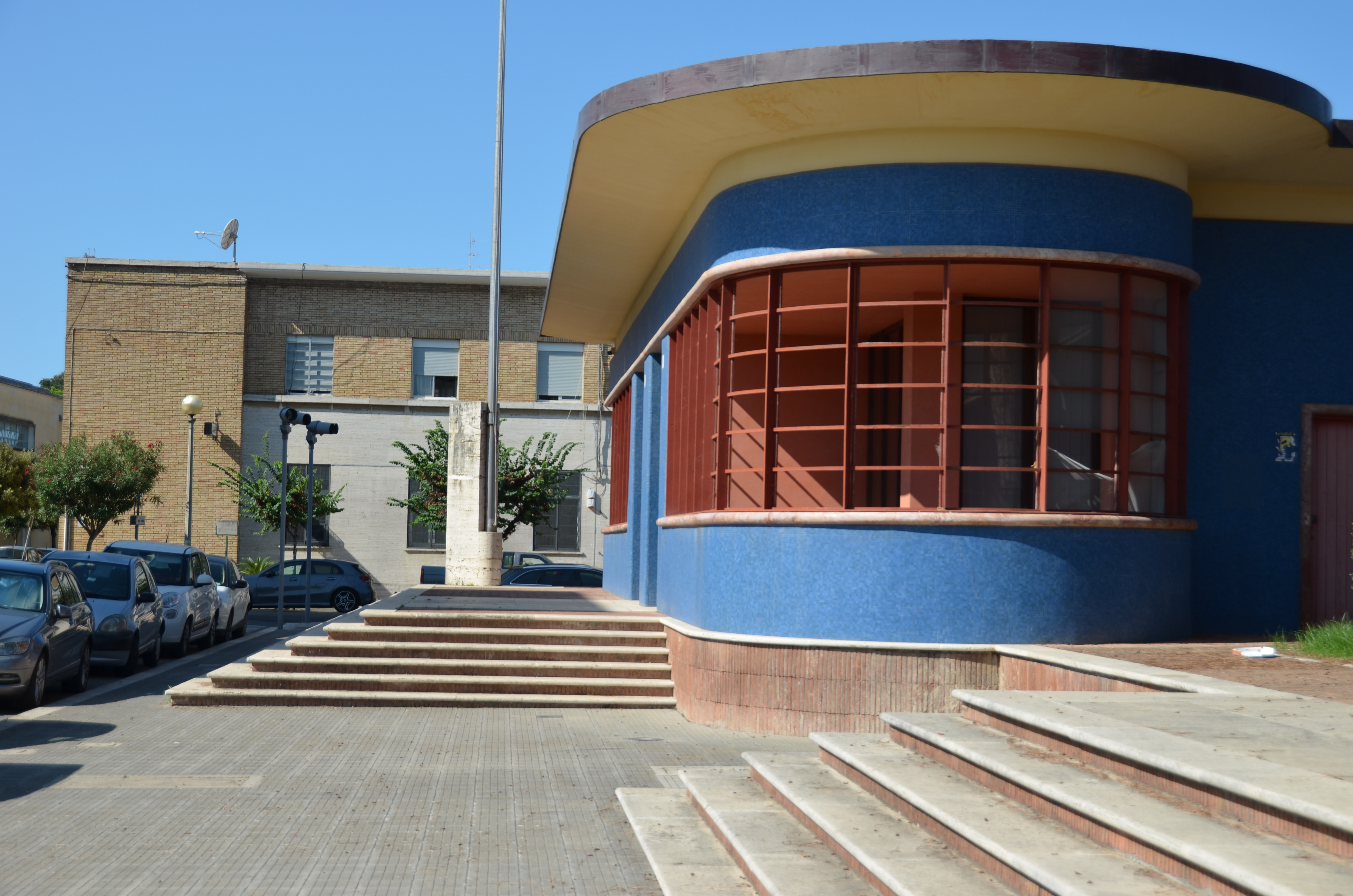
La biblioteca comunale di Sabaudia Feliciano Iannella, nello storico edificio delle Poste disegnato da Angiolo Mazzoni.

Feliciano Iannella (Campobasso, 12 ottobre 1921 – Latina, 6 maggio 1993) è stato uno storico e scrittore italiano.

## Biografia
Nel 1934 si trasferì con la sua famiglia da Campobasso nell'appena fondata città di Sabaudia, seguendo il padre, Federico Iannella, che lavorava nel Corpo forestale. 
Esercitò per anni la professione di maestro elementare. Lasciato l'insegnamento fondò la Biblioteca comunale di Sabaudia, città a cui è stato sempre legato da un profondo amore. Nata il 25 maggio 1964, la biblioteca occupava inizialmente un piccolo spazio al piano terra del palazzo civico e conteneva circa 900 volumi. Per non gravare sui bilanci, dato che le risorse economiche erano già limitate, Iannella si offrì di prestare il suo servizio gratuitamente e senza avvalersi di altro personale fino al 1970, quando fu affiancato dalla preziosissima collaborazione di Maria Corradi. 
Via via la biblioteca si ingrandì diventando presto un vero e proprio punto di riferimento per la città. Iannella fece sistemare all'interno anche una piccola camera oscura in cui era possibile sviluppare foto in bianco e nero, fu allestita una sala mostre, nacque il fondo dedicato alla storia locale, fu attivato il servizio audiovisivi ed avviato un cineforum per i più grandi. L’attività della Biblioteca comunale di Sabaudia divenne così importante da essere riconosciuta nel 1972, rispetto al numero di abitanti della città, come prima biblioteca del Lazio e seconda a livello nazionale.
Feliciano Iannella la diresse dal 1964 al 1989. Oggi porta il suo nome, e ha sede in quello che era il Palazzo delle Poste, gioiello d'architettura razionalista disegnato da Angiolo Mazzoni. 
Nel volume dedicato ai venti anni dalla nascita della Biblioteca, Iannella descrive così il suo impegno:
"Non per danaro, quindi, ma per amore assunsi la direzione di un servizio che doveva nascere. Ho sempre ritenuto, tra l’altro, la Biblioteca utilissimo strumento per tutti, ma in particolare per i meno finanziariamente dotati. La Biblioteca li pone su di una base di partenza più vicina agli altri per il conseguimento di una permanente crescita culturale. [...] Senza questa fede, senza questo amore, non avrei potuto di certo sopportare scortesie, e ingenerosità, che pur tra tanti apprezzamenti, elogi e manifestazioni di stima non sono mancate. Ognuno può dare solo quel che possiede".
Con il professor Zei e l’architetto Tetro realizzò in collaborazione con l’Ente Provinciale del Turismo una "Mostra del mare e della civiltà" nella Torre civica di Sabaudia. Il progetto avrebbe dato origine a quello che è poi diventato il Museo del Mare e della Costa.
Promosse inoltre la fondazione del Museo dedicato a Emilio Greco.
Scrisse numerose opere sulla bonifica pontina e sulla cultura locale. Morì a Latina a 71 anni.
Nel 2025 un suo pronipote, Paolo Massari, scrive per Utet "La vacanza degli intellettuali", un libro sui soggiorni estivi a Sabaudia di scrittori, intellettuali, ecc, partendo proprio dalla Biblioteca Iannella, che oggi custodisce il Fondo Moravia, composto dai libri di Moravia, Maraini e Llera che erano nella casa di Sabaudia.

## Opere
- Una biblioteca al servizio della comunità (1972);
- Il territorio pontino e la fondazione di Sabaudia (1975);
- Quarantennale di Sabaudia (1975);
- Primo repertorio delle raccolte librarie attinenti al territorio pontino (1979);
- Guitti, pastori, macchiaroli e coloni in Agro Romano-Pontino (1982);
- Mostra opere librarie di storia delle comunità laziali (1984);
- Il cinquantennale di Sabaudia (1984);
- Sabaudia nella storia (1984);
- Da Castrum Sancti Donati a Borgo San Donato in Comune di Sabaudia (1985);
- Vent'anni di stimoli, proposte, confronti (1985);
- L'ambiente pontino e l'opera dei forestali (1988);
- Dalle Cannete a Scafa di Ponte - Mostra documentaria - Iconografica - Badino (1989);
- Alessandro Marcucci e i "Garibaldini dell'alfabeto" (1991);
- Ferruccio Ferrazzi (1991);
- La scuola di Giovanni Cena di Casal delle Palme 1921-1991 (1992);
- Giovanni Cena e il suo discepolo Alessandro Marcucci (pubblicato postumo nel 1994).